# Diócesis de Glendalough
La diócesis de Glendalough o de Glenndálocha (en latín: Dioecesis Glendalacensis y en inglés: Diocese of Glendalough) fue una circunscripción eclesiástica de la Iglesia católica en Irlanda. Se trataba de una diócesis latina, sufragánea de la arquidiócesis de Dublín. Fue suprimida el 25 de febrero de 1215 y restaurada como diócesis titular en 1969 con el nombre de Glendalough o Glenndálocha. Desde el 13 de agosto de 2023 su arzobispo titular a título personal es Kevin Stuart Patrick Randall.

## Territorio y organización
La diócesis extendía su jurisdicción sobre los fieles católicos de rito latino residentes en parte del condado de Wicklow.
La sede de la diócesis se encontraba en Glendalough (Gleann Dá Locha en gaélico irlandés), en donde se encuentran las ruinas de la abadía, mandada a destruir por el rey Enrique VIII de Inglaterra en 1539 por la ley de disolución de los monasterios.

## Historia
La abadía nullius fue erigida en el siglo VII por san Kevin (Caoimhín en irlandés). Como todas las antiguas sedes irlandesas, Glendalough era una diócesis monástica, donde el abad del monasterio, no necesariamente obispo ordenado, tenía jurisdicción sobre Glendalough y sus monasterios afiliados.
En el Sínodo de Ráth Breasail en 1111, la diócesis fue establecida siguiendo el modelo de las ecclesiae episcopales del resto de Europa y como sufragánea de la arquidiócesis de Cashel. Su territorio llegaba hasta las murallas de Dublín; prácticamente la ciudad estaba rodeada por Glendalough por todos lados. La diócesis de Dublín no estaba integrada a las demás de Irlanda, ya que Dublín era una posesión danesa y sufragánea de la arquidiócesis de Canterbury.
En el Sínodo de Kells en 1152, se convirtió en sufragánea de la arquidiócesis de Dublín, que fue elevada al mismo tiempo al rango de sede metropolitana e integrada al resto de la Iglesia de Irlanda. Además, Glendalough cedió parte de su territorio a Dublín.
El 25 de febrero de 1215 la diócesis de Glendalough se unió a la arquidiócesis de Dublín. La unión de ambas sedes fue confirmada por el papa Inocencio III el 25 de febrero de 1216, y confirmada de nuevo por el papa Honorio III el 6 de octubre de 1216. Después de la Reforma protestante en Irlanda, el título de obispo de Glendalough fue abandonado por los arzobispos católicos romanos de Dublín, pero todavía lo utilizan los arzobispos de Dublín de la Iglesia de Irlanda.
A finales del siglo XV y principios del siglo XVI, se nombraron varios obispos titulares, pero ninguno de ellos tenía posesión efectiva de la sede.

### Diócesis titular
Desde 1969 Glendalough figura entre las sedes episcopales titulares de la Iglesia católica como diócesis de Glendalough o de Glenndálocha. Desde el 13 de agosto de 2023 su arzobispo titular a título personal es Kevin Stuart Patrick Randall, nuncio apostólico en Bangladés.

## Episcopologio

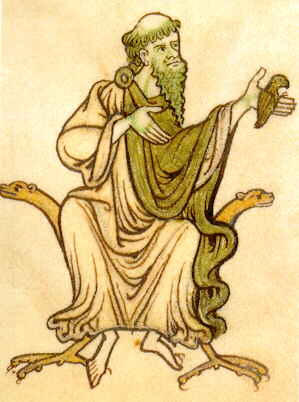
San Kevin, primer obispo de Glendalough

- San Kevin † (?-3 de junio de 618 falleció)
- San Libba † (siglo VII)
- Aidan (o Aempadan) † (siglo VII)
- San Rufino † (siglo VII)
- San Colman † (siglo VII)
- Dairchell MacCuretai † (?-3 de mayo de 674 falleció)
- San Sellan †
- Edirskill † (?-808/814 falleció)
- Dongall MacBaithen † (-899 falleció)
- Cormac Fitz-Bran † (?-925 falleció)
- Nuadhu † (?-928 falleció)
- Gilda na Noahm I † (?-antes de 1085 renunció)
- Cormac O'Mail † (?-1101 falleció)
- Aedh O'Modan † (?-1126 falleció)
- Gilda na Noahm II † (mencionado en 1152)
- Kinad O'Ronan † (antes de 1166-1173 falleció)
- Malchus † (mencionado en 1179)
- William Piro (o Peryn) † (antes de 1192-1214 falleció)

### Obispos titulares medievales
- Michael † (?-22 de octubre de 1481 falleció)
- Denis White, O.P. † (22 de octubre de 1481-30 de mayo de 1497 renunció) (no tomó posesión)
- John † (?-antes del 10 de noviembre de 1494 falleció)
- Ivo Ruffi, O.F.M. † (10 de noviembre de 1494-antes del 21 de agosto de 1495 falleció)
- Francis FitzJohn of Corduba, O.F.M. † (21 de agosto de 1500-?)

### Obispos titulares
- Raymond D'Mello † (20 de diciembre de 1969-24 de noviembre de 1971 falleció)
- Marian Przykucki † (12 de diciembre de 1973-15 de junio de 1981 nombrado obispo de Chełmno)
- Donal Brendan Murray † (4 de marzo de 1982-10 de febrero de 1996 nombrado obispo de Limerick)
- Diarmuid Martin (5 de diciembre de 1998-3 de mayo de 2003 nombrado arzobispo coadjutor de Dublín)
- Guy Sansaricq † (6 de junio de 2006-21 de agosto de 2021 falleció)
- Kevin Stuart Patrick Randall, desde el 13 de agosto de 2023